# شويشه
شويشه (بالفارسية: شویشه) هي مدينة تقع في إيران في Kalatrazan District. يقدر عدد سكانها بـ 1,136 نسمة .